# Иштван I Ратот
Иштван (I) Ратот (венг. Rátót nembeli (I.) "Porc" István; умер после 1277 года) — венгерский магнат XIII века, который занимал пост главы казначейства. Он был видным членом королевского двора в течение многих лет. Его приобретение земель в Центральной Венгрии оказалось основой для создания провинции его клана в эпоху феодальной анархии.

## Семья
Иштван родился в знатном венгерском роде (клане) Ратот. Один из сыновей Доминика I Ратота, который был убит в битве с монголами в долине Мохи в 1241 году. У Иштвана было три брата: Роланд I, Оливер I и Леустах II, а также сестра, которая вышла замуж за Мориса Пока.
Его жена, Аглент Смарагд, была упомянута как живая в 1327 году, когда она жила в качестве монахини в монастыре Сибиллы в Буде. Поскольку её братья Ладислав и Айнард служили при королевском дворе даже в 1350 году, вполне вероятно, что Аглент не была матерью четырех сыновей Иштвана: Доминика II, Лоуренса, Ладислава I и Какаша, которые все умерли раньше неё. Следовательно, Аглент была на десятки лет моложе своего мужа, а Иштван имел неизвестную первую жену до нее. Сыновья Иштвана были важными магнатами на рубеже XIII и XIV веков. Доминик II был придворным короля Андраша III и был одним из самых могущественных баронов в эпоху междуцарствия. Он стал родоначальником семьи Пастои. Лоуренс был убит в битве при озере Ход (недалеко от современного города Ходмезёвашархей) в 1282 году. Ладислав и Какаш следовали политической ориентации своего старшего брата Доминика. Ладислав Ратот был предком семьи Тари, в то время как Какаш Ратот был убит в битве при Розгановцах в 1312 году. У Иштвана также был сын от его брака с Аглент: Леустах III Ратот умер без наследников в 1340-х годах.

## Карьера
До 1264 года Иштван служил при дворе Марии Ласкариной, супруги венгерского короля Белы IV. В этот год он был назван «бывшим» конюшим и графом (ишпан) в королевском дворе . В это время возникли трения между королем Белой IV и его старшим сыном и наследником, герцогом Иштваном. Отношение Белы к его младшему сыну, Беле (которого он назначил герцогом Славонии), и дочери Анне, раздражал его первенца Иштвана. После короткой стычки Бела и его старший сын разделили королевство, и Иштван получил земли к востоку от Дуная. Несмотря на то, что его братья Роланд и Оливер считались верными сторонниками Белы IV, Иштван Ратот покинул королевский двор и перешел к герцогу Иштвану в 1264 году из-за его страха после увольнения и заключения Чака из угодской ветви рода Чак. Из-за его предательства король разграбил его земельные владения, которые лежали в королевстве Белы, причинив серьезный ущерб Иштвану Ратоту. Иштван Ратот участвовал в последующей гражданской войне между отцом и сыном. Он присутствовал в решающей битве при Исасеге в марте 1265 года.
В качестве компенсации за свои предыдущие финансовые потери герцог Иштван пожаловал Иштвану Ратоту Агасвар (лит. «Ágas Castle»), небольшой форт, расположенный в горном хребте Матра в комитате Ноград, в 1265 году, после гражданской войны. Замок функционировал в качестве центра резиденции клана Ратот в течение следующих десятилетий. Иштвану также было предоставлено право патроната над цистерцианским аббатством Пасто. Агасвар и его окрестные земли стали основой будущей провинции клана Ратот к концу XIII века, которая лежала примерно в комитатах Ноград и Хевеш.
Иштван Ратот был назначен конюшим при дворе супруги герцога Иштвана Елизаветы Куманской в 1265 году. Вполне вероятно, что он сохранял свое достоинство до 1272 года, оставаясь доверенным лицом герцогини, которая стала королевой Венгрии в 1270 году, когда на престол взошел её супруг Иштван V, и даже после того, как она овдовела после смерти Иштвана в 1272 году. Кроме того, он также служил в качестве ишпана графства Тренчин во второй половине 1272 года. Во время зарождающейся феодальной анархии после смерти Иштвана V, когда соперничающие баронские группы сражались друг с другом за верховную власть во время малолетства короля Ласло IV, Иштван Ратот изначально принадлежал к сторонникам вдовствующей королевы Елизаветы . Весной 1273 года Иштван Ратот был назначен на короткое время главой казначейства. Королева-вдова Елизавета Куманская вскоре была отстранена от власти, и ее регентство осталось лишь номинальным. Впоследствии Иштван разделял политическую ориентацию своего старшего брата Роланда, но окончательно утратил влияние при королевском дворе. В 1275 году он был назван ишпаном графства Веспрем. Последний раз он упоминался как живой человек в конце 1277 года.